# Balzac (Band)
Balzac ist eine 1992 gegründete japanische Horrorpunk-Band, die ihre Musikstilrichtig selbst als „Japan’s premiere Devilrock“ bezeichnet.

## Geschichte
Die Band wurde 1992 von Hirosuke Nishiyama, dem heute einzigen Mitglied aus der Anfangsbesetzung, in Osaka gegründet. Zuvor hatte er bereits in der Band Astrozombies gespielt, die stark von der japanischen Band Gastunk beeinflusst worden war. Nach einigen Jahren konnten Balzac auch außerhalb Japans ihre Bekanntheit steigern und die wiedervereinigten Misfits wurden auf sie aufmerksam. Seitdem bekommen Balzac von Jerry Only Unterstützung zugesprochen. Ihre Platten wurden in den USA auf dem gleichen Plattenlabel, auf dem auch die Misfits beheimatet sind, veröffentlicht und schließlich produzierte man auch eine gemeinsame Split-CD (Day the Earth Caught Fire – Don’t Open till Doomsday/The Haunting).
Bis 2003 hat Balzac fünf Alben, zwei DVDs, mehrere Singles und Videos veröffentlicht. Neben der Hauptgruppe existieren auch zwei Nebenprojekte namens Zodiac und The Deranged Mad Zombies.
Bei ihrer ersten Europatour im Jahr 2004 ermöglichten ihnen Bela B. und Rodrigo González von den Ärzten einen Auftritt als Vorband im Tanzbrunnen in Köln. Am 13. April 2007 erschien dann eine Splitsingle in Zusammenarbeit mit Bela B., auf der Balzac die Bela B. Songs Tag mit Schutzumschlag (The Day With Dust Cover) und Versuchs doch mal mit mir (So Why Not Try Me Instead) auf Englisch covern. Im Gegenzug coverte Bela B. die Balzac Songs Tomorrow und Wall (inklusive der japanischen Texte).
Anfang 2008 erschien ihr Complete Legacy Book in zwei verschiedenen Versionen, mit unterschiedlichen Bonus-CDs und einer Auflistung ihrer Veröffentlichungen, ihrer Sammlerfiguren und einer kompletten Geschichte der Band.

## Stil
Obwohl Balzac die Misfits als Vorbilder sehen und es sie ohne diese Band nicht geben würde, spielen sie nur wenige Coverversionen der amerikanischen Band und haben ihren eigenen Stil, sowohl in der Musik als auch in der Kleidung, entwickelt. Motive entleihen sie dennoch gelegentlich von ihren Vorbildern, so treten die Musiker in Skelett-Anzügen auf. Weiterer Einfluss ist die Band Samhain.
Balzac vereinen unterschiedliche Stile in ihrer Musik, ihre ersten Alben und Demoaufnahmen vereinen Punkrock mit J-Rock typischer Melodik, auf späteren Werken sind deutliche Einflüsse aus dem Metalbereich vertreten.
Balzac variieren selbst innerhalb eines Albums mit verschiedensten Stilen, es ist nicht ungewöhnlich das auf ein punkiges Lied ein metalorientiertes folgt und das nächste bereits Elemente aus dem Noise oder Digital-Hardcore enthält.
Das Mini-Album Paradox ist ein gutes Beispiel um Einflüsse aus dem Noise und Digital-Hardcore Bereich auf Balzac festzustellen, neben hart gespielten Gitarrenriffs findet man hier elektronische Beats und elektrisches Schlagzeug, die Stimme ist von Effekten verzerrt und verfremdet wurden.
Kritiker loben die stilistische Vielfalt, sie stellen einen Überraschungseffekt dar und sorgen für Abwechslung beim Hörer.

## Vermarktung
Neben limitierten CD- und Vinylausgaben sind in Japan zahlreiche zusätzliche Merchandising-Artikel wie Action-Figuren und Comics zur Band erhältlich. Ferner sei erwähnt, dass drei Modemarken existieren, für die die Bandmitglieder selbst als Models und Designer fungieren: Shocker, Culture und Dementia 13. Kleidung der Marken wird beispielsweise von den Ärzten (Shocker) getragen.
Der Name des japanischen Balzac-Fanclubs Fiendish Club ist eine Anspielung auf den Fanclub der Misfits, den Fiend Club. Daneben existiert ein kostenpflichtiger Fanclub für Fans außerhalb Japans, der den Namen Fiendish Club International trägt. Neben einem Geschenkpaket für Neuanmeldungen, erhalten Mitglieder Zugang zu einem exklusiven Bereich des Internetshops "Shocker Worldwide".

## Diskografie

### Alben (Auswahl)
- 1995: The Last Men on Earth
- 1997: Deep – Teenagers From Outer Space
- 1998: 13 Stairway – The Children of the Night
- 2000: Zennou-Naru Musuu-No Me Ha Shi Wo Yubi Sasu
- 2002: Terrifying – Art of Dying!The Last Men on Earth II
- 2003: Beyond the Darkness
- 2004: Came Out of the Grave
- 2005: Dark-Ism
- 2005: Out of the Grave and Into the Dark
- 2006: Deep Blue: Chaos from Dark-Ism (Doppel-CD)
- 2006: Zodiac – Beware on Halloween
- 2007: Paranoid Dream of the Zodiac
- 2008: Hatred: Destruction = Construction
- 2009: Paradox
- 2010: Judgement Day
- 2013: Blackout
- 2015: Bloodsucker
- 2019: Hybrid Black

### Singles
- 1993: Lord of the Light and Darkness
- 1995: Atom Age Vampire in 308 (Agevin ’08)
- 1996: Isolation from No. 13
- 1996: When the Fiendish Ghouls Night
- 1998: Who Will Survive-Off the Wall (7"-Split mit The Hate Honey)
- 1998: The 4 Brothers Meet Misery Skull
- 1999: Oldevils Legend of Blood (Split-CD mit Sobut)
- 1999: Isolation from No. 13
- 1999: Into the Light of the 13 Dark Night
- 1999: Neat Neat Neat/The End of Century
- 2000: Hands of 9 Evils
- 2001: Nowhere Number 13/Tomorrow
- 2001: Unvarnished Facts
- 2001: Thirteen Ghost/Psycho in 308
- 2001: The Silence of Crows/Vanishes in Oblivion
- 2002: Don’t Open til Doomsday (Split-CD mit den Misfits)
- 2002: Out of the Blue
- 2003: Beware of Darkness
- 2003: Out of the Blue (Deutsche Single)
- 2003: Out of the Light of the 13 Dark Night (Deutschland-exklusiv)
- 2003: Screwbiter (Split-CD mit Cocobat)
- 2004: Gimme Some Truth
- 2004: Inside My Eyes (Europa)
- 2005: Parade: Respective Tracks of Buck Tick (Tributealbum)
- 2005: The Curse of the Damned (Tributealbum)
- 2005: D.A.R.K. (CD/DVD)
- 2007: Der Graf Vs. Horrorpunks (Split-Single mit Bela B.)
- 2007: Swallow the Dark
- 2008: Zombie A Go Go (Split-Single mit Rodrigo González)
- 2009: Paradox

### Videoalben
- 1993: Curious Lore and Evil Legend
- 1995: Lord of the Light And Darkness (Bootleg)
- 1995: Psycho in 308
- 1998: This Is Video Devilock(Video-Kompilation)
- 1998: Video Deep II
- 2000: Taste of Fear II
- 2000: Nowhere Number 13
- 2001: Evils Is as Evil Does
- 2001: No Death Before the Human Race with Mental Faculties
- 2001: 20010112
- 2002: Terrifying Tour 2002
- 2002: Terrifying II
- 2002: 20020511 AX
- 2002: TWIM-Age Vampire
- 2002: The Legacy of Terrifying #1
- 2002: The Legacy of Terrifying #2
- 2003: Beware of Darkness
- 2003: America’s Most Wanted
- 2003: Friday the 13th Boxset
- 2004: The Night the Fiendish Ghoul Came Out of the Grave
- 2004: Live at Shibuya O-East 2004/03/05
- 2004: The Making Of Came Out of the Grave

### Bücher
- 2008: Complete Legacy Book (zwei Versionen erhältlich)